# (468405) 2016 GP154
(468405) 2016 GP154 es un asteroide perteneciente al cinturón de asteroides, descubierto el 29 de noviembre de 2011 por el equipo Spacewatch desde el Observatorio Nacional de Kitt Peak (Arizona, Estados Unidos).